# Estación de Nagatanino
La Estación de Nagatanino (長谷野駅 Nagatanino-eki?) es una estación de ferrocarril localizada en Higashiōmi, Shiga, Japón. 

## Líneas
- Ohmi Railway
  - Línea Principal

## Andenes
La estación consiste en un solo andén, con una sola vía.

## Historia
- 27 de diciembre de 1916 - Apertura de la estación

## Estaciones adyacentes
| «                            | «                            | Servicio                     | »                            | »                            |
| Línea Principal Ohmi Railway | Línea Principal Ohmi Railway | Línea Principal Ohmi Railway | Línea Principal Ohmi Railway | Línea Principal Ohmi Railway |
| ---------------------------- | ---------------------------- | ---------------------------- | ---------------------------- | ---------------------------- |
| Yōkaichi                     |                              | Local                        |                              | Daigaku-mae                  |
| Servicio rápìdo: Sin parada  |                              |                              |                              |                              |